# 文佐拉斯卡
文佐拉斯卡（法語：Venzolasca，法語發音：[vɛnzɔlaska]）是法国上科西嘉省的一个市镇，属于科尔泰区。

## 地理
文佐拉斯卡（42°29'2"N, 9°27'24"E）面积16.15 平方千米，位于法国上科西嘉省，该省份位于科西嘉北部，后者为地中海西部的一座岛屿，也是法国的一个单一领土集体，位于法国大陆部分的东南面，意大利半島的西面，最临近的地块是撒丁岛。
与文佐拉斯卡接壤的市镇（或旧市镇、城区）包括：卢恰纳、索尔博-奥卡尼亚诺、韦斯科瓦托。

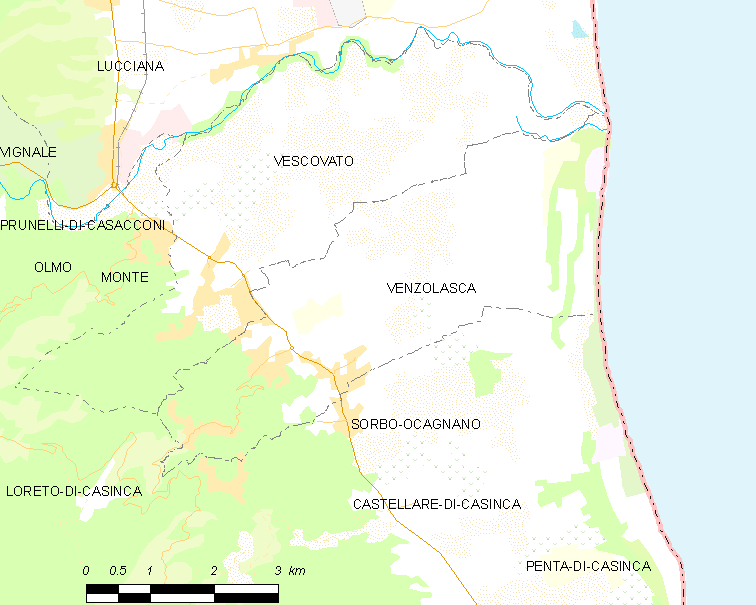
文佐拉斯卡的OSM定位图

文佐拉斯卡的时区为UTC+01:00、UTC+02:00（夏令时）。

## 行政
文佐拉斯卡的邮政编码为20215，INSEE市镇编码为2B343。

## 政治
文佐拉斯卡所属的省级选区为卡辛卡-富马尔托县。

## 人口

1962-2008年间文佐拉斯卡人口变化图示

文佐拉斯卡于2022年1月1日时的人口数量为1840人。